# Euphorbia altotibetica
Euphorbia altotibetica — вид рослин із родини молочайних (Euphorbiaceae), що зростає у західному й північному Китаї.

## Опис
Це гола багаторічна трава, 15–30 см заввишки. Кореневище коротке, 8–20 см × 3–6 мм. Стебла поодинокі або невеликими групами, товщиною до 5 мм. Листки чергові, майже сидячі, довгасто-ромбічні, 2–3 см, злегка загострені. Квітки жовті. Період цвітіння й плодоношення: травень — серпень. Суцвіття — кінцевий несправжній зонтик. Коробочка яйцювато-куляста, 4–5 × 4–5 мм, гола. Насіння яйцювато-кулясте, 2.5–3 × 1.8–2.3 мм, блідо-жовтувато-брунатне з коричневим мармуром, гладке, матове, з темною адаксіальною лінією.

## Поширення
Зростає у західному й північному Китаї. Населяє луки вздовж схилів берегів озер; на висотах 2800–3900 метрів.